# Lelek kongijski
Lelek kongijski (Caprimulgus prigoginei) – gatunek małego ptaka z rodziny lelkowatych (Caprimulgidae). Znany z jednego okazu odłowionego w górach Itombwe (wschodnia Demokratyczna Republika Konga).

## Taksonomia
Po raz pierwszy gatunek opisał belgijski ornitolog Michel Louette w 1990 na łamach czasopisma „Ibis”. W 1971 Alexandre Prigogine wspomniał o samicy lelka odłowionej przez niego w górach Itombwe. Ostatecznie uznał ją za młodociany okaz lelka dżunglowego (Caprimulgus batesi), mimo że nie był przekonany do tej klasyfikacji. Jest to gatunek rozpowszechniony w afrykańskim pasie lasów równikowych, jednak stwierdzenie z Itombwe dotyczyło najdalej wysuniętego na południe miejsca występowania. W 1990 Louette dokonał ponownej analizy okazu i wyodrębnił nowy gatunek, który nazwał Caprimulgus prigoginei, na cześć jego odkrywcy. Obecnie (2020) Międzynarodowy Komitet Ornitologiczny podtrzymuje tę nazwę. Według duńskiego zoologa Jona Fjeldså systematycznie leży on pomiędzy grupą zwaną po angielsku nighthawks (Chordeiles+Lurocalis+Nyctiprogne) a pozostałymi lelkami i wymaga badań genetycznych. Holotyp znajduje się w Królewskim Muzem Afryki Środkowej w Tervuren, odłowiony został 11 sierpnia 1955.

## Morfologia
Długość ciała około 19 cm. Opis dotyczy holotypu. Długość skrzydła 164 mm, długość ogona 89 mm (przypuszczalnie sterówki są tej samej długości) – dla porównania u C. batesi długość ogona wynosi 143–167 mm; długość skoku 14 mm, długość górnej krawędzi dzioba (od piór) 11 mm.
Upierzenie jest ogółem ciemne jak na lelki, pokryte brązowymi i rdzawymi plamkami, tylko powierzchownie podobne do upierzenia innych leśnych lelków Demokratycznej Republiki Konga. Na brązowym czole, ciemieniu i grzbiecie widoczne są wąskie, czarne paski, miejscami występują czarne plamy. Pokrywy skrzydłowe rdzawe z czarnymi pasami. Barkówki w swojej dystalnej części pokryte są czarnymi plamami, bliżej nasady – płowymi, miejscami prawie białymi. Spód ciała rdzawobrązowy, wszystkie pióra mają czarne pasy, w niższej części piersi dostrzec można większe, płowe plamy, zdecydowanie wyraźniejsze niż u jakiegokolwiek innego okazu ptaka odmiennego gatunku. Brzuch i pokrywy podogonowe płowe, z czarnymi paskami, znacznie szerszymi, niż w pozostałych częściach upierzenia. Pokrywy podogonowe raczej sztywne, w przeciwieństwie do innych afrykańskich lelków, u których pióra te cechuje puszystość. Zewnętrzne lotki ciemnobrązowe z bardzo nielicznymi rdzawymi plamkami, na wewnętrznych chorągiewkach P9 i P8 oraz obydwu chorągiewkach P7 występują płowe plamki. Wewnętrzne lotki I rzędu wyróżniają się z rzadka rozmieszczonymi rdzawymi paskami. Pokrywy podskrzydłowe rdzawe, z brązowoczarnymi pasami. Środkowe sterówki ciemnobrązowe, nieregularnie płowo paskowane, na pozostałych sterówkach pasy są rdzawe. Na R4 i R5 przed końcem pióra widoczne paski, odpowiednio płowobiałe i białe. 34 lata po zebraniu okazu stopy były czerwonobrązowe, co jest barwą typową dla Caprimulgus. Nie są znane barwy pozostałych części miękkich.

## Zasięg, ekologia
Według stanu wiedzy z 2024, gatunek znany jest jedynie z holotypu z gór Itombwe. Istnieją jednak nagrania głosów z południowo-wschodniego Kamerunu (1997), gór Itombwe (1996), północnego Konga (1996) i Gabonu (1985), które mogą pochodzić od lelków kongijskich. Holotyp odłowiono w lesie na wysokości 1280 m n.p.m. (koordynaty: 3°26′S 28°30′E/-3,433333 28,500000). Z 1996 pochodzi nagranie głosu zarejestrowane na wysokości 1700 m n.p.m., które najpewniej można przypisać C. prigoginei.

## Status
IUCN od 2024 uznaje lelka kongijskiego za gatunek niedostatecznie rozpoznany (DD, Data Deficient) ze względu na brak informacji o zasięgu występowania, liczebności populacji i jej trendzie; wcześniej, od 2000 klasyfikowany był jako gatunek zagrożony wyginięciem (EN, Endangered). Same lelki kongijskie pozostają znane wyłącznie z jednego okazu. W górach Itombwe zagrożenie stanowi wycinka lasów pod pastwiska dla bydła (szczególnie na większych wysokościach) lub pod uprawy; choroby uprawianej przez miejscową ludność kukurydzy wymusiły znalezienie nowych miejsc na farmy.